# Processo Einsatzgruppen

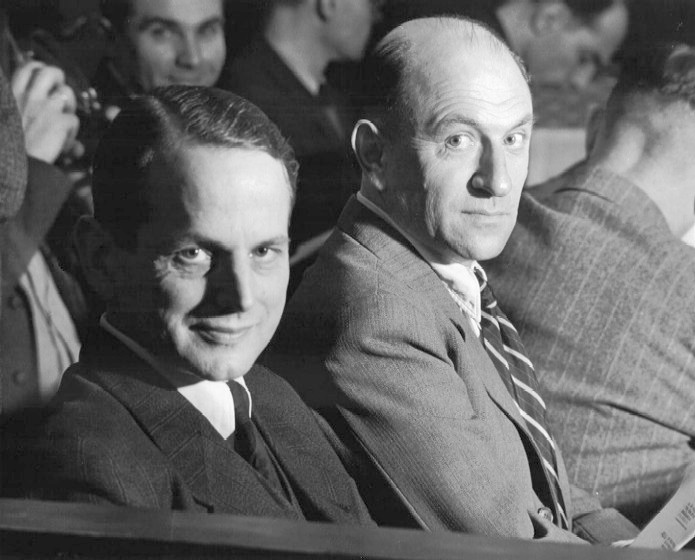
Otto Ohlendorf e Heinz Jost

O Processo Einsatzgruppen (oficialmente Os Estados Unidos da América vs. Otto Ohlendorf, et al.) foi o nono dos doze julgamentos por crimes de guerra que as autoridades dos Estados Unidos realizaram na zona ocupada de Nuremberg, Alemanha após o fim da Segunda Guerra Mundial nos chamados processos de guerra de Nuremberg. Estes julgamentos foram organizados pelas cortes estadunidenses e aconteceram no Palácio da Justiça da cidade alemã.

## Einsatzgruppen
A Einsatzgruppen era a tropa de morte móvel da Schutzstaffel, operando nos países ocupados pela Alemanha Nazista. De 1941 até 1943, mataram mais de um milhão de judeus e dezenas de milhares de "partisans", inimigos políticos, ciganos e deficientes físicos.
Os juízes do caso foram Michael A. Musmanno, John J. Speight e Richard D. Dixon. A Schutzstaffel, Sicherheitsdienst e a Gestapo foram consideradas organizações criminosas.

## Acusações
1. Crimes contra a humanidade por perseguir, exterminar e prender pessoas por sua raça, religião ou visão política.
2. Crimes de guerra.
3. Membro de organização criminosa (SS, SD e/ou Gestapo).

Todos os acusados se declararam inocentes. Todos acusados foram indiciados em todas as acusações, com exceção de Rühl e Graf, que foram considerados culpados somente na acusação 3.

## Acusados
| Nome                  | Foto | Função | Sentença                                                                     | Decisão de 1951                                          |
| --------------------- | ---- | --- | ---------------------------------------------------------------------------- | -------------------------------------------------------- |
| Otto Ohlendorf        |      | SS Gruppenführer; membro da SD; comandante da Einsatzgruppe D                                                                | Morte por enforcamento                                                       | Executado em 7 de junho de 1951                          |
| Heinz Jost            |      | SS Brigadeführer; membro da SD; comandante da Einsatzgruppe A                                                                | Prisão perpétua                                                              | Reduzida para 10 anos; morreu em 1964                    |
| Erich Naumann         |      | SS Brigadeführer; membro da SD; comandante da Einsatzgruppe B                                                                | Morte por enforcamento                                                       | Executado em 7 de junho de 1951                          |
| Otto Rasch            |      | SS Brigadeführer; membro da SD e Gestapo; comandante da Einsatzgruppe C                                                      | Removido do julgamento em fevereiro por razões médicas                       | Morreu em 1 de novembro de 1948                          |
| Erwin Schulz (DE)     |      | SS Brigadeführer; membro da Gestapo; comandante da Einsatzkommando 5 da Einsatzgruppe C                                      | 20 anos                                                                      | Reduzida para 15 anos; libertado em janeiro de 1954      |
| Franz Six             |      | SS Brigadeführer; membro da SD; comandante da Vorkommando Moscou da Einsatzgruppe B                                          | 20 anos                                                                      | Reduzida para 15 anos; libertado em setembro de 1952     |
| Paul Blobel           |      | SS Standartenführer; membro da SD; comandante da Sonderkommando 4a da Einsatzgruppe C                                        | Morte por enforcamento                                                       | Executado em 7 de junho de 1951                          |
| Walter Blume          |      | SS Standartenführer; membro da SD e Gestapo; comandante da Sonderkommando 7a da Einsatzgruppe B                              | Morte por enforcamento                                                       | Reduzida para 25 anos; libertado em 1955                 |
| Martin Sandberger     |      | SS Standartenführer; membro da SD; comandante da Sonderkommando 1a da Einsatzgruppe A                                        | Morte por enforcamento                                                       | Reduzida para Prisão perpétua. Libertado em 1958         |
| Willy Seibert         |      | SS Standartenführer; membro da SD; Membro da Einsatzgruppe D                                                                 | Morte por enforcamento                                                       | Reduzida para 15 anos                                    |
| Eugen Steimle         |      | SS Standartenführer; membro da SD; comandante da Sonderkommando 7a da Einsatzgruppe B e Sonderkommando 4a da Einsatzgruppe C | Morte por enforcamento                                                       | Reduzida para 20 anos; libertado em junho de 1954        |
| Ernst Biberstein      |      | SS Obersturmbannführer; membro da SD; comandante da Einsatzkommando 6 da Einsatzgruppe C                                     | Morte por enforcamento                                                       | Reduzida para Prisão perpétua. Liberado em 1958          |
| Werner Braune (DE)    |      | SS Obersturmbannführer; membro da SD e Gestapo;comandante da Sonderkommando 11b da Einsatzgruppe D                           | Morte por enforcamento                                                       | Executado em 7 de junho de 1951                          |
| Walter Haensch        |      | SS Obersturmbannführer; membro da SD; comandante da Sonderkommando 4b da Einsatzgruppe C                                     | Morte por enforcamento                                                       | Reduzida para 15 anos                                    |
| Gustave Nosske (DE)   |      | SS Obersturmbannführer; membro da Gestapo; comandante da Einsatzkommando 12 da Einsatzgruppe D                               | Prisão perpétua                                                              | Reduzida para 10 anos                                    |
| Adolf Ott             |      | SS Obersturmbannführer; membro da SD; comandante da Sonderkommando 7b da Einsatzgruppe B                                     | Morte por enforcamento                                                       | Reduzida para prisão perpétua; libertado em maio de 1958 |
| Eduard Strauch        |      | SS Obersturmbannführer; membro da SD; comandante da Einsatzkommando 2 da Einsatzgruppe A                                     | Morte por enforcamento; morreu no hospital em 1955 devido a saúde debilitada |                                                          |
| Emil Haussmann        |      | SS Sturmbannführer; membro da SD; oficial da Einsatzkommando 12 da Einsatzgruppe D                                           | Cometeu suícidio em 31 de julho de 1947                                      |                                                          |
| Waldemar Klingelhöfer |      | SS Sturmbannführer; membro da SD; oficial da Sonderkommando 7b da Einsatzgruppe B                                            | Morte por enforcamento                                                       | Reduzida para prisão perpétua; libertado em 1956         |
| Lothar Fendler        |      | SS Sturmbannführer; membro da SD; Membro da Sonderkommando 4b da Einsatzgruppe C                                             | 10 anos;                                                                     | Reduzida para 8 anos                                     |
| Waldemar von Radetzky |      | SS Sturmbannführer; membro da SD; Membro da Sonderkommando 4a da Einsatzgruppe C                                             | 20 anos                                                                      | Libertado                                                |
| Felix Rühl            |      | SS Hauptsturmführer; membro da Gestapo; oficial da Sonderkommando 10b da Einsatzgruppe D                                     | 10 anos                                                                      | Libertado                                                |
| Heinz Schubert        |      | SS Obersturmführer; membro da SD; membro da Einsatzgruppe D                                                                  | Morte por enforcamento                                                       | Reduzida para 10 anos                                    |
| Mathias Graf          |      | SS Untersturmführer; membro da SD; membro da Einsatzkommando 6 da Einsatzgruppe D                                            | Tempo já servido                                                             |                                                          |